# Cuspidia cernua
Cuspidia cernua là một loài thực vật có hoa trong họ Cúc. Loài này được (L.f.) B.L.Burtt mô tả khoa học đầu tiên năm 1948.